# 1024

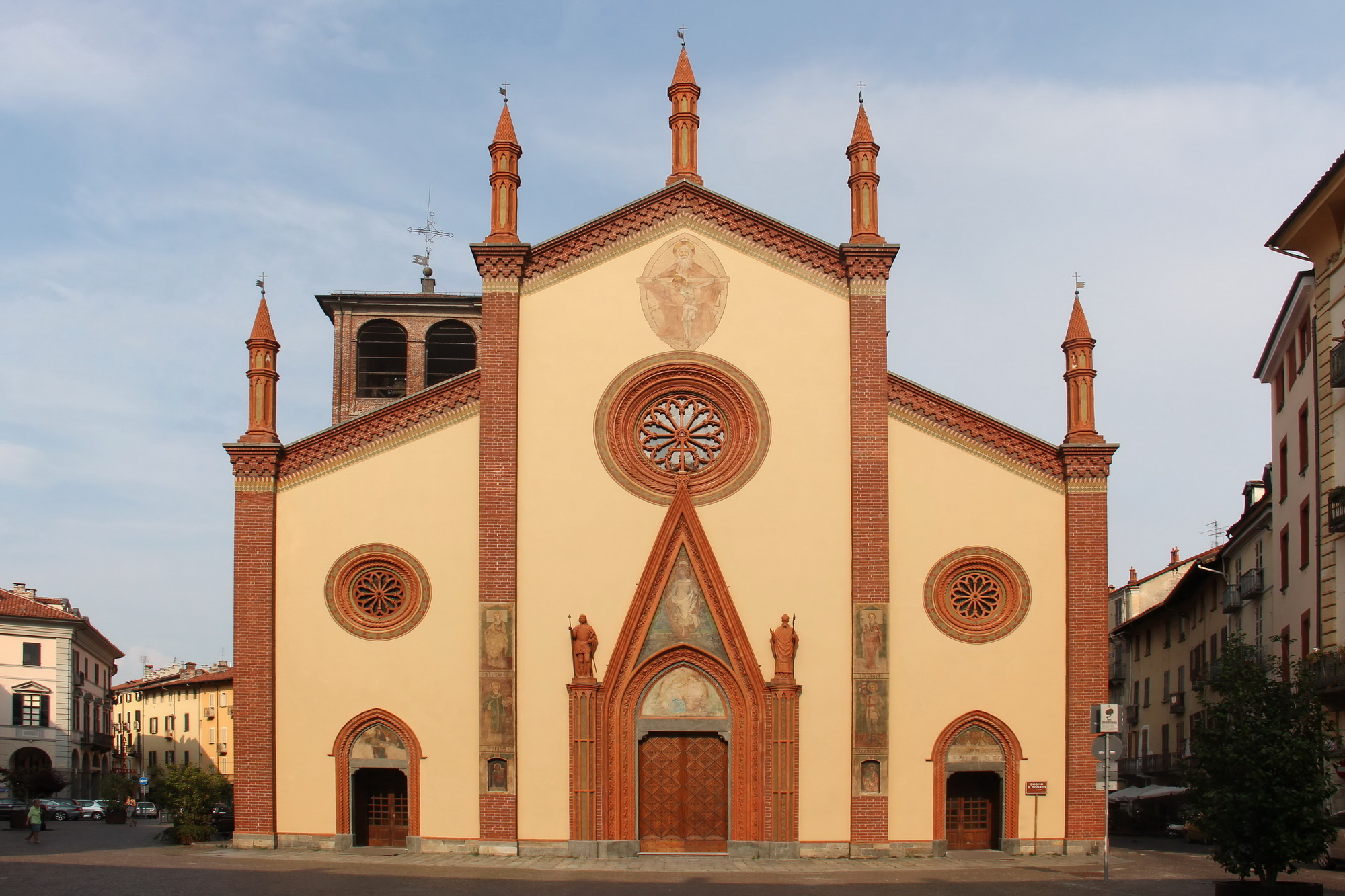
Dom van Pinerolo

Het jaar 1024 is het 24e jaar in de 11e eeuw volgens de christelijke jaartelling.

## Gebeurtenissen
januari
- 3 - Keizer Hendrik II wijst het graafschap Drente toe aan Bisschop Adelbold II van Utrecht. Begin van het wereldlijk Sticht Utrecht.

- voorjaar - Johannes XIX volgt zijn broer Benedictus VIII op als paus

september
- 4 - Na de dood van Hendrik II wordt Koenraad II tot koning van Duitsland gekozen en gekroond (8 september).

december
- 25 - Hertog Bolesław I van Polen roept zichzelf uit tot koning. Polen is definitief een onafhankelijke staat.

zonder datum
- Graaf Herman van Verdun trekt zich terug in een klooster. Graaf Lodewijk I van Chiny volgt hem op. Hermans broer Godfried accepteert dit niet en trekt op tegen Lodewijk.
- Humbert Withand wordt graaf van Valle d'Aosta.
- Gunther van Meißen wordt aartsbisschop van Salzburg.
- De stad Soezdal wordt gesticht.
- De kathedraal van Pinerolo wordt gebouwd.

## Geboren
- 13 mei - Hugo van Cluny, Frans abt
- Bruno II, markgraaf van Brunswijk en graaf van Midden-Friesland
- Izjaslav I, grootvorst van Kiev (1054-1078)
- Gundulf, bisschop van Rochester (vermoedelijke jaartal)
- Magnus I, koning van Noorwegen (1035-1047) en Denemarken (1042-1047) (jaartal bij benadering)

## Overleden
- 9 april - Benedictus VIII, paus (1012-1024)
- 13 juli - Hendrik II, koning (1002-1024) en keizer van het Heilige Roomse Rijk (1014-1024)